# كركس
كركس (بالإنجليزية: CRUX)‏ وتعني الجوهرة هي توزيعة لينكس خفيفة الوزن للبنية x86-64 تستهدف مستخدمي لينكس ذوي الخبرة، التركيز الاساسي لهذا التوزيع هو إبقائه بسيطة، الامر الذي ينعكس في نظام الحزم الاساسية للنظام هي TAR.gz وتاخذ طراز انظمة توزيعة برمجيات بيركلي في initscripts، ومجموعة صغيرة نسبيا من الادوات الاخيرة، المحور الثاني الاستفادة من الأدوات والمميزات الجديدة والاخيرة لمكتبات لينكس.